# Системы шумопонижения Dolby
Dolby (До́лби) — семейство систем шумопонижения (СШП) для профессиональной (Dolby A, Dolby SR) и бытовой (Dolby B, Dolby C, Dolby S) аналоговой магнитной записи, разработанное в 1960—1980-е годы Реем Долби и коммерциализированное компанией Dolby Laboratories.
СШП Dolby принадлежат к компандерному типу: при записи кодер Dolby сжимает динамический диапазон сигнала и приподнимает тихие фрагменты записи над уровнем шума магнитной ленты. При воспроизведении декодер Dolby восстанавливает (экспандирует) исходный динамический диапазон. Все СШП Dolby построены по принципу минимального вмешательства в звуковой сигнал: система сжимает или расширяет его динамический диапазон только на малых уровнях и делает это настолько медленно, насколько это позволяет слух человека. Все СШП Dolby совместимы с обычными магнитофонами: умеренная степень сжатия и спектральных предыскажений исходного сигнала позволяет воспроизводить ленты, записанные с применением кодера Dolby, на обычных магнитофонах, не оснащённых декодером Dolby. При этом все СШП Dolby чувствительны к точности настройки магнитофонного тракта воспроизведения. Отклонение его характеристик от стандарта приводит к неприемлемо высоким искажениям спектра и динамики сигнала на выходе декодера.
Благодаря инженерной интуиции и деловым качествам Рея Долби, его стратегии обратной совместимости и его лицензионной политике, системы Dolby A (1966) и Dolby B (1970) стали де-факто отраслевыми стандартами для студийной и бытовой аппаратуры. Dolby B широко применялась в массовом производстве записанных компакт-кассет, а Dolby A стала составной частью кинематографических систем объёмного звука Dolby Stereo. Конкурировавшая СШП dbx смогла закрепиться лишь в нижнем сегменте рынка студийных и полупрофессиональных магнитофонов. В 1981 году Долби столь же успешно вывел на рынок бытовую СШП нового поколения Dolby C, призванную приблизить отношение сигнал/шум кассетного магнитофона к характеристикам цифровых носителей, а в 1986 году — профессиональную СШП Dolby SR. Её коммерческий успех на несколько лет задержал переход индустрии звукозаписи с аналоговой на цифровую запись. Непосредственным развитием Dolby SR стала бытовая СШП последнего поколения Dolby S.

## Замысел конструктора
В 1950-е годы молодой Рей Долби, в то время работавший конструктором видеомагнитофонов в компании Ampex, всерьёз заинтересовался проблемой шумопонижения. Шумопонижение давно применялось в кинематографе, телефонной и радиосвязи, но ни одно известное решение не было пригодно для высококачественной звукозаписи. Идея внедрить шумопонижение в студийную практику, скомпрометированная неудачными опытами и откровенным шарлатанством, в тогдашнем сообществе инженеров считалась нереализуемой. Долби воспринял её как уникальный шанс сделать то, что не удавалось никому другому.
Решение, со слов самого Долби, пришло к нему годы спустя, во время работы техническим советником ООН в Индии (1963—1964). Долби, неожиданно для самого себя, нашёл причину неудач своих предшественников: их шумоподавители, в точном соответствии с принципом компандирования, сжимали записываемый сигнал, что порождало неприемлемо высокие нелинейные искажения на высоких уровнях. Долби понял, что манипулировать громкими сигналами нельзя. Сигнал высокого уровня маскирует собой шумы ленты, он не нуждается в шумопонижении и потому должен проходить со входа на выход устройства неизменным. Активное шумопонижение требуется лишь относительно слабым сигналам. Поэтому для сжатия динамического диапазона следует использовать отдельный усилитель слабых сигналов, размещённый параллельно основному тракту. На малых уровнях сигнала коэффициент передачи параллельного канала максимален, и именно он определяет коэффициент передачи всего устройства и эффективность шумопонижения (в практических СШП Dolby — около 10 дБ). По мере роста уровня входного сигнала коэффициент передачи параллельного канала падает до нуля: на средних уровнях параллельный канал отключается, и на выход проходит лишь неискажённый сигнал основного канала. При записи сигналы двух каналов суммируются, а при воспроизведении сигнал параллельного канала вычитается из сигнала основного канала. Отрицательная обратная связь, охватывающая декодер воспроизведения, гарантирует, что его передаточная характеристика всегда обратна передаточной характеристике кодера записи.
Двухканальная топология компандера с билинейной (ломаной) передаточной характеристикой параллельного канала, запатентованная Долби ещё до возвращения из Индии, стала основой всех СШП Dolby. В простейшей Dolby B используется один такой компандер, в Dolby С два компандера включены последовательно, в Dolby А четыре компандера включены параллельно и так далее. Недостаток всех СШП Dolby, обусловленный именно их билинейными передаточными характеристиками, — требовательность к равномерности АЧХ и к согласованию коэффициентов передачи трактов записи и воспроизведения. Условные «0 дБ» кодера и декодера Dolby, от которых отсчитываются точки перелома их передаточных характеристик, должны не только совпадать друг с другом, но и точно соответствовать стандартному уровню намагниченности ленты. В противном случае возникает ошибка компандирования: лента, записанная на одном магнитофоне, не может быть корректно воспроизведена на других магнитофонах. В бытовых СШП Dolby B и Dolby C, компандирующих лишь средне- и высокочастотные составляющие сигнала, ошибка компандирования приводит к «завалу» верхних частот, «подрезке» реверберационных послезвучий и разрушению стереосцены. Эталон намагниченности, по которому настраиваются магнитофоны с СШП Dolby, получил имя «уровня Dolby» (англ. Dolby level). Для настройки студийной аппаратуры на этот уровень используются особые патентованные испытательные сигналы: в СШП Dolby A — частотно-модулированный синусоидальный «тон Долби» (англ. Dolby tone), в СШП Dolby SR — широкополосный розовый «шум Долби» (англ. Dolby noise). Присутствие этих сигналов в начале фонограммы указывает на то, что запись была сделана с применением СШП Dolby.
Другим принципиальным решением конструктора был отказ от быстродействующих детекторов, управляющих параллельным каналом. Долби считал, что динамические манипуляции с сигналом должны производиться плавно — настолько медленно, насколько позволяет психоакустика человеческого слуха. Поэтому постоянная времени детекторов выбрана относительно долгой, порядка нескольких десятков миллисекунд. Обычно это способствует снижению искажений в параллельном канале, однако при резких скачках уровня сигнала детектор запаздывает и не успевает вовремя запереть параллельный канал. На выход схемы проходит аномально высокий сигнал, перегружающий магнитную ленту. Для противодействия перегрузкам в СШП Dolby применяются три механизма. Во-первых, наиболее подверженные перегрузкам высокочастотные составляющие записываемого сигнала ослабляются пассивными фильтрами предыскажений; при воспроизведении исходный спектр сигнала восстанавливается фильтром с обратной характеристикой. Это решение было впервые применено в СШП Dolby C. Во-вторых, при резком росте уровня детектируемого сигнала система ускоряет постоянную времени детектора до величины порядка 1 мс. Если и эта мера оказывается недостаточной, вступает в действие диодный ограничитель уровня на выходе параллельного канала. Вносимые ограничителем искажения электрического сигнала — меньшее зло по сравнению с искажениями из-за перегрузки ленты. В отличие от последней, они не приводят к ошибке компандирования.
Приверженность Долби принципу наименьшего вмешательства в звуковой сигнал была предопределена его личным опытом и вкусом. Долби принадлежал к школе конструкторов, воспитанных исключительно на классической музыке. Так же, как старшие коллеги по цеху Питер Уокер (Quad) и Гилберт Бриггс (Wharfedale), Долби был способным музыкантом-любителем; так же, как они, Долби считал главной целью конструктора точное воспроизведение классической музыки, прежде всего точность передачи тембров инструментов симфонического оркестра. Компандеры, отлаженные самим Долби на фортепианной и оркестровой музыке, оказались вполне пригодны и для музыки популярных жанров; «вывести их из себя» могли лишь специальным образом запрограммированные синтезаторы. Кинематографические системы Dolby Stereo, отлаженные на музыкальных фильмах, справлялись с большинством музыкальных жанров, но систематически давали сбой при воспроизведении речи и шумовых эффектов. Этот недостаток удалось исправить только жёсткими ограничениями на расстановку проблемных источников звука в стереопространстве.

## Dolby A
Вернувшись в Англию, в мае 1965 года Долби обсудил свою идею со специалистами лондонской студии Decca. Заручившись их поддержкой, в течение лета 1965 года он отладил первый прототип своей СШП (будущей Dolby A) и в ноябре 1965 года передал его на испытания в Decca. Прототип, со слов Долби, выдержал проверку импульсными сигналами, фортепианной, гитарной и оркестровой музыкой, и после нескольких месяцев ожидания, в марте 1966 года, Долби получил заказ на первую серию из девяти каналов шумопонижения.
Один канал Dolby A состоит из четырёх параллельно включённых компандеров, работающих в полосах частот 20…80, 80…3000, 3000…20000 и 9000…20000 Гц. Границы низкочастотной и высокочастных полос задаются активными фильтрами второго порядка, а среднечастотная полоса формируется вычитанием сигналов трёх других полос из входного сигнала. В каждом из компандеров применены прецизионный двухполупериодный детектор уровня и двухступенчатый аттенюатор параллельного канала на паре полевых транзисторов. Точки перелома билинейных характеристик находятся на отметках −40 дБ и −20 дБ относительно уровня Долби, предельное усиление слабого сигнала равно 10 дБ (1:3,16). Эффективность шумопонижения в полосе ниже 5000 Гц составляет 10 дБ, а в полосе 5000…20000 Гц, где одновременно работают два из четырёх компандеров, — до 15 дБ. Номинальные уровни записи и воспроизведения не должны отклоняться от уровня Долби более чем на ±0,3 дБ (±3,5 % по напряжению), в противном случае декодер не может корректно восстановить динамику записанного сигнала. Для настройки уровней все СШП Dolby A комплектовались генератором сигнала Долби и индикатором точной настройки по уровню Долби.
Первые грампластинки, записанные Decca с применением Dolby А, — двойной диск с записью Второй симфонии Малера в исполнении Лондонского симфонического оркестра под управлением Георга Шолти — поступили в продажу в ноябре 1966 года. Зимой 1966—1967 года Долби договорился о поставках Dolby A с крупнейшими американскими студиями. В первые год или два студии применяли Dolby A лишь для сведения многодорожечных записей (этот процесс был наиболее подвержен шумам), а затем Dolby A постепенно стала использоваться на всех этапах производства фонограмм, от записи до мастеринга. К 1973 году в звукозаписывающей отрасли США служили 14 тысяч каналов шумопонижения Dolby, к осени 1976 года их число превысило 20 тысяч. В соответствии со стратегией Рея Долби все устройства Dolby A производились самой Dolby Laboratories, продавались только студиям звукозаписи и могли применяться только в профессиональной работе. Конкурировавшая система шумопонижения dbx, вышедшая на рынок в 1974 году, поначалу продавалась столь же активно, но к концу 1970-х годов проиграла Dolby. Опрос крупнейших студий США, опубликованный в ноябре 1980 года, показал, что Dolby A использовалась в 51 % сессий звукозаписи на «медленной» скорости 38,1 см/c, а dbx — всего лишь в 3 %. Звукорежиссёры, специализировавшиеся на записях классики и джаза, отказались от dbx из-за чувствительности материала к характерным для dbx искажениям нарастания и спада импульсных сигналов. Абсолютное превосходство Dolby A продолжалось до перехода студий на Dolby SR в конце 1980-х годов, но и в конце 1990-х годов в медиа-индустрии служили около 200 тысяч каналов Dolby A.
Внедрение Dolby A в кинематограф заняло десятилетие: кинопрокатчики не желали вкладывать капиталы в новейшую аппаратуру, а киностудии не были готовы к выпуску фильмокопий со звуковыми дорожками разных форматов. Долби понимал, что для завоевания консервативного рынка кинопроката одного шумопонижения мало, и сосредоточился на продвижении Dolby A киностудиям. Первое применение Dolby A в большом кино состоялось в 1971 году по инициативе Стэнли Кубрика. Шумопонижение позволило Кубрику использовать в фонограмме «Заводного апельсина» до пяти последовательных перезаписей, но зрители выгод от новой технологии не ощутили: оптические звуковые дорожки прокатных копий фильма были записаны традиционным способом, без применения кодера Dolby. Выпуск фильмов с монофоническими оптическими дорожками, кодированными Dolby A, начался в 1974 году. «Долбизированные» фильмы 1974—1975 года демонстрировались без применения декодера Dolby; опыт показал, что при этом субъективно воспринимаемое качество звука было не хуже, а лучше обычных фонограмм. В 1975 году на рынок вышла разработанная Долби и Роном Улигом система объёмного звука Dolby Stereo. Стереофонические оптические дорожки Dolby Stereo записывались с применением Dolby A, а полноценное декодирование трёхканального сигнала предполагало использование декодеров Dolby A. Система была полностью совместима с традиционными, монофоническими киноустановками и при этом недорога. Массовое техническое перевооружение киносетей США новой аппаратурой, впоследствии названное «вторым пришествием звука в кино», началось в самом конце 1970-х годов, на волне коммерческого успеха «Близких контактов третьей степени» и «Звёздных войн».
Через несколько десятилетий после создания СШП Dolby Laboratories разработала её программный эмулятор для обработки оцифрованных архивных фонограмм. Задача оказалась необыкновенно сложной. Линейные процессы в аналоговых фильтрах имели точное математическое описание и легко переводились на язык цифровой обработки сигналов, но взаимосвязанные нелинейные процессы в аттенюаторах, ограничителях уровня и детекторах не поддавались лобовой атаке. Аттенюатор можно было свести к элементарному умножителю сигналов, главную же сложность представлял синтез нелинейной управляющей функции. Разработчики эмулировали такие зависимости двумя методами — либо с помощью табличных функций, либо с помощью разложения сложной зависимости на элементарные полиномиальные составляющие. Оба метода требовали тщательных, всесторонних лабораторных обмеров моделируемых цепей.

## Dolby B
В апреле 1967 года американский инженер и предприниматель Генри Клосс предложил Долби разработать упрощённый вариант его СШП для установки в бытовой катушечный магнитофон. Для потребительского рынка многоканальная СШП была слишком дорога и, по мнению Долби, не нужна. Главной составляющей шума бытовых магнитофонов, работавших на низких скоростях, был высокочастотный шум («шип») ленты; относительно слабые низкочастотные помехи (фликкер-шум усилителя, копирэффект и тому подобное) не требовали особого внимания. Поэтому конструктор решил, что СШП бытового магнитофона должна действовать только на средних и высоких частотах. Шумопонижение только высоких частот, как показал опыт, было недостаточно; полоса действия СШП должна была начинаться как минимум на отметке 500 Гц.
Новая, одноканальная СШП получила имя Dolby B. Её единственный компандер был заметно упрощён и удешевлён по сравнению с компандерами Dolby A: управляемый аттенюатор выполнен на единственном полевом транзисторе, детектор построен по однополупериодной схеме. В первом прототипе, собранном самим Долби, использовалось всего пять транзисторов и пять диодов. Небольшой, не более +10 дБ, подъём высоких частот при записи позволяет воспроизводить ленты Dolby B без применения соответствующего декодера. Эффективность подавления шума паузы в полосе частот 4000…20000 Гц достигает 10 дБ; на частоте 500 Гц она снижается до 3 дБ. Схемотехническая «изюминка» Dolby B — включённый на входе параллельного канала RC-фильтр с перестраиваемой частотой среза (англ. sliding band, «скользящая полоса»). Сопротивлением этого фильтра служит сопротивление канала транзистора-аттенюатора. Чем выше напряжение на выходе параллельного канала, тем большее затухание вносит аттенюатор и тем выше частота среза фильтра. Фильтр как бы следит за самыми мощными составляющими сигнала: чем выше их частота, тем у́же полоса пропускания параллельного канала. Таким способом Долби эффективно решил проблему «дыхания шума» в такт мощным низкочастотным составляющим сигнала.
С июня 1968 года Dolby B серийно устанавливалась в магнитофоны KLH. В течение двух лет компания Клосса была единственным, эксклюзивным лицензиатом Dolby B, сам же Долби сосредоточился на адаптации Dolby B к кассетным магнитофонам. Первые кассетные деки с Dolby B, укомплектованные лентопротяжными механизмами Nakamichi, поступили на прилавки Северной Америки летом 1970 года. Одновременно в США и Великобритании начался выпуск серийных кассет с записью, кодированных по системе Долби; к середине 1970-х годов абсолютное большинство кассет с записью выпускались с применением Dolby B.
Именно «долбизированные» кассеты стали предпосылкой коммерческого успеха СШП Dolby, да и самого формата компакт-кассеты. Прозорливый Долби не брал за их выпуск никаких лицензионных платежей; его единственным требованием была обязательная маркировка таких кассет торговым знаком Dolby System. В результате в странах Запада возник мощный потребительский спрос на магнитофоны, оснащённые СШП Dolby; производители спешили удовлетворить его и были готовы платить Долби лицензионные отчисления. Долби навсегда отказался от предоставления кому бы то ни было эксклюзивных лицензий. С 1971 года его компания предлагала всем заинтересованным производителям типовое лицензионное соглашение с переменной ставкой платежа за каждый выпущенный магнитофон: чем больше аппаратуры выпускал лицензиат, тем меньше он платил в расчёте на единицу продукции. Лицензиаты могли применять Dolby B только в бытовой, но не в профессиональной технике; Dolby Laboratories, в свою очередь, обязывалась не конкурировать с лицензиатами на потребительском рынке. В 1971 году лицензию Долби приобрели более 30 японских компаний; в 1972 году число лицензиатов достигло 40, а доход Dolby Laboratories превысил один миллион фунтов стерлингов. В январе 1973 года начались испытания первой интегральной схемы Dolby B (Signetics NE545).
К 1981 году количество выпущенных магнитофонов с Dolby B превысило 100 миллионов. Массовая эксплуатация выявила главный недостаток Dolby B: требования системы к точности настройки магнитофона были практически недостижимы в бытовых условиях. В студийной практике было принято настраивать аппаратуру перед каждой сессией грамзаписи; в домашних условиях это было невозможно (а в XXI веке эталонные испытательные ленты стали и вовсе недоступны). Без регулярной настройки по лабораторному эталону бытовые магнитофоны быстро накапливали «критическую массу» больших и мелких механических дефектов, исключавшую корректную работу СШП. Декодеры таких магнитофонов «заваливают» верхние частоты настолько, что пользователи вынужденно отказываются от использования Dolby.

## Dolby C
На рубеже 1970-х и 1980-х годов звукозаписывающая промышленность начала подготовку к массовому выпуску компакт-дисков. В новых условиях Dolby B казалась устаревшей. Производителям кассетной аппаратуры срочно потребовалась новая система шумопонижения, способная приблизить отношение сигнал-шум бытового магнитофона к характеристикам компакт-диска. Компании JVC, Sanyo, Telefunken и Toshiba вывели на рынок конкурирующие СШП нового поколения Super ANRS, Super D, High Com и ADRES, обеспечивающие шумопонижение 20…30 дБ, а Panasonic, TEAC и Yamaha выбрали уже проверенную СШП dbx Type II. Dolby Laboratories предложила собственное решение, СШП Dolby C, в конце 1980 года.
Технически, каждый канал кодера или декодера Dolby C состоит из двух последовательно включённых компандеров по схеме Dolby B. В режиме записи первый из них (в документации Dolby «ступень высокого уровня», англ. high level stage) сжимает сигналы в диапазоне −30…-10 дБ, второй («ступень низкого уровня») — сигналы в диапазоне −50…-30 дБ. Две билинейные передаточные характеристики точно стыкуются у отметки −30 дБ относительно уровня Долби. Начальная частота среза управляемых фильтров (и, следовательно, частотная полоса эффективного шумопонижения) сдвинута вниз, с 800 до 200 Гц. Чтобы снижение частоты не порождало пульсации управляющих напряжений, однополупериодные детекторы Dolby B заменены двухполупериодными.
На входе кодера записи включена патентованная «цепь антинасыщения» (англ. anti-saturation network) — низкодобротный резонансный фильтр предыскажений, ослабляющий высокочастотные составляющие исходного сигнала; ещё одна пассивная «цепь спектрального скоса» (англ. spectral skewing network) встроена в основной канал низкого уровня. На выходе декодера Dolby C включается фильтр с обратной характеристикой, восстанавливающий исходный спектр. Предыскажения защищают магнитную ленту от перегрузки высокочастотными составляющими сигнала и уменьшает их влияние на детекторы СШП, что заметно снижает ошибку компандирования, но одновременно снижает эффективность шумопонижения. Её величина в полосе частот 1…10 кГц составляет около 20 дБ, а реальный динамический диапазон тщательно настроенного магнитофона с Dolby C не превышает 75 дБ.
Война форматов шумопонижения, которую ожидали в 1981 году эксперты, не состоялась: Долби блестяще воспользовался конкурентным преимуществом фактического монополиста. Примерно 120 производителей, уже обладавших лицензиями на Dolby B, автоматически получили право на установку Dolby C. Дополнительных лицензионных отчислений за установку в магнитофон обеих СШП Dolby не требовалось (что не только ускорило внедрение Dolby C, но и продлило жизнь Dolby B). Себестоимость установки новой СШП оказалась невелика: уже осенью 1981 года на рынке появилась специализированная микросхема процессора Dolby B/C производства Hitachi. За ней последовали микросхемы Philips и Panasonic, а компания Sony выпустила несколько линеек таких микросхем, включая ставшую самой массовой серию CX20027…CX20187. В результате, по данным Dolby Laboratories, уже к февралю 1982 года было выпущено более миллиона магнитофонов с Dolby C, а количество выпускаемых моделей перевалило за сотню. В течение 1983 года набор из Dolby C и Dolby B стал де-факто стандартом верхнего сегмента рынка. Не востребованные рынком системы-конкуренты, несмотря на объективно лучшие характеристики, были быстро сняты с производства.
Долби не только сохранил монопольное положение на рынке стационарной бытовой аппаратуры, но и попытался войти с новой системой на рынок полупрофессиональной техники: Dolby C стала частью репортажных видеосистем Betacam и Betacam SP. Однако внедрить Dolby C на рынок записанных кассет и тесно связанный с ним рынок карманных плееров Долби не смог. Звукозаписывающие компании сочли Dolby C недостаточно совместимой с обычными магнитофонами и продолжили использование Dolby B.

## Dolby SR
Долби вспоминал, что уже в 1974 или 1975 году специалисты Philips предлагали ему разработать новую студийную СШП, превосходящую по эффективности Dolby A. В те годы качественная реализация такого проекта казалась невозможной; конструктор вернулся к теме «преемника Dolby A» лишь в 1980 году, в ходе проектирования Dolby C. Dolby SR, как и Dolby C, была создана Долби единолично, в его домашней лаборатории. Разработка SR заняла шесть или семь лет; за годы затворничества Долби, с его слов, почти утратил связь с компанией, носившей его имя.
Dolby SR (англ. Spectral recording, «спектральная запись») — двухполосная, трёхкаскадная система шумопонижения. Dolby SR манипулирует сигналом только в пределах звукового диапазона и практически не влияет на передачу инфразвуковых и ультразвуковых сигналов; это снижает и интермодуляционные искажения, и модуляционный шум. АЧХ входных цепей «спектрального скоса» выбрана близкой к кривым равной громкости Робинсона — Дадсона. Каскады высокого, среднего и низкого уровня сжимают входной сигнал в диапазонах −5…-30 дБ, −30…-48 дБ и −48…-62 дБ; их передаточные характеристики стыкуются на отметках −30 дБ и −48 дБ по образцу Dolby C. Каскады высокого и среднего уровня содержат по два звена, высокочастотное и низкочастотное, с частотой раздела 800 Гц, а каскад нижнего уровня — только высокочастотное звено. В четырёхоктавной полосе 200…3000 Гц одновременно работают все пять звеньев. Каждое из пяти звеньев Dolby SR (три ВЧ и 2 НЧ) включает в себя два последовательно-параллельно соединённых компандера. В первом из них (ведущем) частота среза входного фильтра зафиксирована на отметке 800 Гц, во втором (ведомом) она перестраивается по образцу Dolby B. Это фирменное решение получило название Action Substitution, «замена [механики] действия»: в зависимости от спектра входного сигнала звено самостоятельно выбирает оптимальную конфигурацию фильтра. Ещё одна патентованная подсистема — распределённая цепь коррекции коэффициентов передачи компандеров — получила названия Modulation Control («управление модуляцией»). Во всех предшествующих СШП каждый компандер детектировал уровень входного сигнала независимо от других компандеров; в Dolby SR показания индивидуальных детекторов корректируются общей управляющей цепью.
Каждое из пяти звеньев Dolby SR подавляет шум на 8..9 дБ, а общая эффективность шумопонижения составляет 27 дБ на частотах выше 800 Гц и 19 дБ на частотах ниже 800 Гц. Динамический диапазон аналоговой 24-дорожечной записи с Dolby SR достигает 90 дБ, динамический диапазон двухдорожечных магнитофонов с Dolby SR ещё выше — 95…100 дБ во всём диапазоне звуковых частот. Качество звучания такой записи сопоставимо с качеством студийного цифрового тракта с разрешением 22…24 бит и частотой дискретизации 96 кГц, без каких-либо заметных на слух модуляционных шумов и искажений. Благодаря уменьшенной глубине компандирования SR менее склонна к перегрузкам, чем все её предшественники, и менее чувствительна к рассогласованию характеристик трактов записи и воспроизведения.
Вышедшая на рынок в 1986 году система быстро заняла место Dolby A в производстве музыкальных записей и на несколько лет задержала переход отрасли на цифровую звукозапись. К 1990 году Dolby SR использовали около 43 тысяч студий звукозаписи и телерадиотрансляции; к 1997 году количество установленных каналов Dolby SR превысило 120 тысяч. В кинематографе жизненный цикл новинки оказался коротким. В 1987 году на экраны вышли первые фильмы, озвученные в Dolby Stereo с применением Dolby SR, — «Внутреннее пространство» и «Робокоп». Выигрыш Dolby SR в качестве звучания, с точки зрений киностудий, был недостаточным. Студии требовали от инженеров ещё большего динамического диапазона, достижимого лишь в цифровой технике. Первая полностью цифровая система, шестиканальная Kodak CDS, вышла на североамериканский рынок в 1990 году. Kodak опередил всех конкурентов, включая Dolby, но совершил стратегическую ошибку, отказавшись от обратной совместимости с аналоговой аппаратурой, — что позволило Dolby завоевать рынок с обратно-совместимой, цифро-аналоговой системой Dolby SR-D (1991).

## Dolby S
В начале 1990 года Dolby Laboratories продемонстрировала новую СШП для бытовой магнитной записи — Dolby S, основанную на проверенной студийной практикой Dolby SR. Осенью 1990 года началось производство специализированных микросхем Sony (эта компания стала единственным поставщиком ИС Dolby S), в ноябре 1990 года на рынке появились укомплектованные Dolby S 24-дорожечные студийные магнитофоны Tascam, в декабре 1990 года — бытовые кассетные деки Harman-Kardon. Затем BMG Entertainment начала выпуск записанных кассет, кодированных СШП Dolby S. Компакт-кассета ещё оставалась востребованным носителем информации: цифровые магнитофоны DAT и установки записи на компакт-диски были слишком дороги для массового потребителя.
Dolby S стала первой разработкой компании, изначально спроектированной в интегральном исполнении средствами компьютерного моделирования. Для того, чтобы упаковать два стереоканала СШП в недорогую микросхему, Долби упростил топологию SR: из трёх звеньев высокочастотной обработки в Dolby S остались два, из двух низкочастотных звеньев — одно. В остальном Dolby S сохранила все технические новшества Dolby SR и Dolby C: сложные многоступенчатые детекторы («управление модуляцией»), сдвоенные компандеры с фиксированной и перестраиваемой частотой среза («замена [механики] действия»), распределённые фильтры предыскажений («спектральный скос» и «цепи антинасыщения»). В кассетной аппаратуре эти решения не столько улучшали звучание, сколько гарантировали разработке патентную защиту. Даже в упрощённом варианте новая СШП оказалась чрезмерно сложной — намного сложнее, к примеру, схемы цветного телевизора.
В наиболее критичной для восприятия полосе частот 2…5 кГц Dolby S подавляет шумы на 24 дБ. На верхней границе звукового диапазона эффективность шумопонижения снижается до 12 дБ, на частоте 100 Гц — до 10 дБ. Субъективно воспринимаемое снижение шума ленты лишь ненамного превосходит Dolby C; главное преимущество Dolby SR проявляется не в снижении уровня шума, а в повышении максимального уровня неискажённой записи. При использовании лент Тип IV максимальный уровень записи возрастает на 7…8 дБ, а динамический диапазон превосходит 85 дБ. Субъективно это воспринимается прежде всего как выигрыш в качестве воспроизведения мощных низкочастотных звуков.
Благодаря низкочастотному каналу обработки фонограммы Dolby S лучше совместимы с обычными магнитофонами, чем фонограммы Dolby C. В отличие от профессиональной Dolby SR, бытовая Dolby S в той же мере, что и Dolby C, требовательна к точности настройки тракта воспроизведения: отклонение опорного уровня от стандарта на 1,5…2 дБ приводит к развалу стереосцены.

## Сводная таблица
| Вариант                                              | Dolby A                                  | Dolby B                             | Dolby C                             | Dolby SR                               | Dolby S                                                   |
| ---------------------------------------------------- | ---------------------------------------- | ----------------------------------- | ----------------------------------- | -------------------------------------- | --------------------------------------------------------- |
| Начало серийного выпуска                             | 1966                                     | 1968                                | 1981                                | 1986                                   | 1990                                                      |
| Назначение                                           | Профессиональная                         | Бытовая                             | Бытовая                             | Профессиональная                       | Бытовая                                                   |
| Конфигурация и схемотехнические решения              |                                          |                                     |                                     |                                        |                                                           |
| Частотные предыскажения «спектрального скоса»        | нет                                      | нет                                 | на ВЧ                               | на НЧ и ВЧ                             | на НЧ и ВЧ                                                |
| Частотные предыскажения «антинасыщения»              | нет                                      | нет                                 | на ВЧ                               | на НЧ и ВЧ                             | на ВЧ                                                     |
| Количество частотных полос компандирования           | 4                                        | 1                                   | 1                                   | 2                                      | 2                                                         |
| Количество последовательных каскадов компандирования | 1                                        | 1                                   | 2                                   | 2 (НЧ), 3 (ВЧ)                         | 1 (НЧ), 2 (ВЧ)                                            |
| Количество компандеров с фиксированной полосой       | 4                                        | 0                                   | 0                                   | 5                                      | 3                                                         |
| Количество компандеров со «скользящей» полосой       | 0                                        | 1                                   | 2                                   | 5                                      | 2                                                         |
| Эффективность шумопонижения одиночным компандером    | 10 дБ                                    | 10 дБ                               | 10 дБ                               | 8 дБ                                   | 10…12 дБ                                                  |
| Оценка эффективности                                 |                                          |                                     |                                     |                                        |                                                           |
| Снижение уровня шума                                 | 16 дБ (9000…20000 Гц) 10 дБ (20…9000 Гц) | 10 дБ (4000…20000 Гц) 3 дБ (500 Гц) | 20 дБ (1000…20000 Гц) 3 дБ (100 Гц) | 27 дБ (800…20000 Гц) 16 дБ (20…800 Гц) | 24 дБ (2000…5000 Гц) 10 дБ дБ (100…20000 Гц) 3 дБ (20 Гц) |
| Увеличение максимального уровня записи               |                                          |                                     |                                     |                                        | 7…8 дБ на краях звукового диапазона                       |
| Динамический диапазон воспроизводимого сигнала       | 80 дБ                                    |                                     | 72…75 дБ                            | 90…100 дБ                              | 85 дБ                                                     |

## Комментарии
1. ↑  Долби был принят в Ampex в пятнадцать лет, благодаря знакомству с А. М. Понятовым. Летом 1952 года, когда Долби окончил первый курс колледжа, ему довелось узнать о совершенно секретном проекте, над которым работал ведущий конструктор Ampex Чарльз Гинзбург. Ampex выполняла много работ для Пентагона, создавала приборы для испытаний ядерного оружия, но Гинзбург работал не над военным заказом, а над первым видеомагнитофоном. Долби сумел пробиться в лабораторию Гинзбурга и вскоре стал его ближайшим помощником. Первый прототип видеомагнитофона, разработанный группой Гинзбурга, был завершён в ноябре 1952 года. Призыв Долби в армию в марте 1953 существенно замедлил работу над проектом. Отслужив, Долби вернулся в Ampex и работал над видеомагнитофонами до 1961 года[3][4].
2. ↑  Для сравнения, в разработанной Telefunken студийной СШП Telcom C4 время нарастания детектора составляет от 380 мкс в низкочастотном канале до всего лишь 18 мкс в высокочастном[15].
3. ↑  Первыми фильмами, озвученными в тогда ещё трёхканальном Dolby Stereo, были британские рок-мюзиклы «Томми» и «Листомания» (1975). За ними последовал озвученный в четырёхканальном Dolby Stereo американский мюзикл «Звезда родилась»[18].
4. ↑  Во время докторантуры в Кембриджском университете Долби играл в университетском оркестре и был связным между оркестром и лондонскими студиями грамзаписи. Поэтому ещё до 1965 года он и обзавёлся полезными связями в мире звукозаписи, и изучил технологии их работы[21].
5. ↑  На «быстрой» скорости 76,2 см/c уровень шума заметно ниже, поэтому на ней шумопонижение применялось реже[34].
6. ↑  Левый, правый и центральный каналы. Четвёртый, тыловой, канал Dolby Surround появился годом позже, по инициативе создателей фильма «Звезда родилась»[18].
7. ↑  72…75 дБ, при использовании взвешивающего фильтра A по DIN 45500[54]. Знаменателем отношения сигнал-шум служил не номинальный уровень Долби, а предельный уровень записи на образцовую ленту, при котором нелинейные искажения составляли не более 3 %.